# آيت وسكار (آيت خويا)
آيت وسكار هو دُوَّار يقع بجماعة تاكلفت، إقليم أزيلال، جهة بني ملال خنيفرة في المملكة المغربية. ينتمي الدوّار لمشيخة آيت خويا التي تضم 7 دواوير. يقدر عدد سكانه بـ 392 نسمة حسب الإحصاء الرسمي للسكان والسكنى لسنة 2004.

## وصلات خارجية
- البوابة الوطنية للجماعات الترابية
- المندوبية السامية للتخطيط